# Ponts (Mancha)
Ponts é uma comuna francesa na região administrativa da Normandia, no departamento da Mancha. Estende-se por uma área de 6.70 km². Em 2010 a comuna tinha 683 habitantes (densidade: 101,9 hab./km²).